# Vémyslice
Vémyslice är en köping i Tjeckien.   Den ligger i regionen Södra Mähren, i den sydöstra delen av landet, 180 km sydost om huvudstaden Prag. Vémyslice ligger 256 meter över havet och antalet invånare är 677.
Terrängen runt Vémyslice är platt. Runt Vémyslice är det ganska tätbefolkat, med 78 invånare per kvadratkilometer. Närmaste större samhälle är Moravský Krumlov, 5,0 km nordost om Vémyslice. Trakten runt Vémyslice består till största delen av jordbruksmark.